# Estación Rautatientori

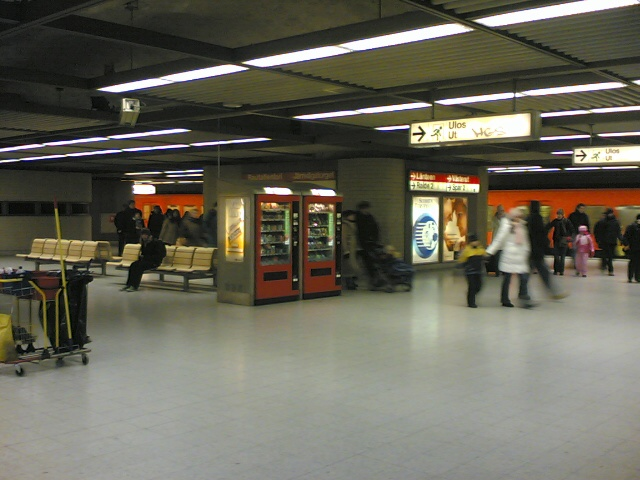
Estación Rautatientori.

La Estación Rautatientori o la de Estación Central de Ferrocarriles (en finés Rautatientorin metroasema; en sueco Metrostationen Järnvägstorget) es una estación del Metro de Helsinki. Está conectada con la Estación Central de Helsinki. Es la única estación con nombre oficial en más de 2 idiomas: sueco, finlandés e inglés (Central Railway Station).
La estación fue abierta el 1º de julio de 1982, y fue diseñada por Rolf Björkstam, Erkki Heino, y Eero Kostiainen. Está localizada a una distancia aproximada de 0.487 km de la Estación Kamppi y a 0.597 km de la Estación Kaisaniemi. La estación está situada a una profundidad de 27 metros bajo el suelo.
- Datos: Q1800984
- Multimedia: Rautatientori metro station / Q1800984